# Heterophyopsis continua
Heterophyopsis continua är en plattmaskart. Heterophyopsis continua ingår i släktet Heterophyopsis och familjen Heterophyidae. Inga underarter finns listade i Catalogue of Life.